# Veazivok, Horol
Veazivok (în ucraineană В'язівок) este un sat în comuna Andriivka din raionul Horol, regiunea Poltava, Ucraina.

## Demografie
Componența lingvistică a localității Veazivok
     Ucraineană (99,03%)
     Alte limbi (0,97%)
Conform recensământului din 2001, majoritatea populației localității Veazivok era vorbitoare de ucraineană (99,03%), existând în minoritate și vorbitori de alte limbi.